# Andreas Hallén
Johannes Andreas Hallén (ur. 22 grudnia 1846 w Göteborgu, zm. 11 marca 1925 w Sztokholmie) – szwedzki kompozytor.

## Życiorys
W latach 1866–1871 przebywał w Niemczech, gdzie uczył się w Lipsku u Carla Reineckego, w Monachium u Josefa Rheinbergera i w Dreźnie u Juliusa Rietza. W latach 1872–1878 i 1883–1884 dyrygował Musikföreningen w Göteborgu. Od 1878 do 1882 roku mieszkał w Berlinie, gdzie uczył śpiewu. Od 1884 roku mieszkał w Sztokholmie, gdzie był członkiem Królewskiej Akademii Muzycznej. Założył też towarzystwo filharmoniczne Filharmoniska Sällskapet, którym w latach 1885–1895 dyrygował. Dyrygował także Ceciliaföreningen, wykonując dzieła muzyki dawnej, m.in. J.S. Bacha. Od 1892 do 1897 roku dyrygował Operą Królewską w Sztokholmie. W 1902 roku założył w Malmö drugie towarzystwo filharmoniczne Svenska Filharmoniska Sällskapet, które prowadził do 1907 roku. W latach 1909–1919 wykładał w sztokholmskim Musikkonservatorium.

## Twórczość
Komponował w stylu późnoromantycznym, w jego twórczości dominowały wielkie formy orkiestrowe, chóralne i sceniczne. Nawiązywał do muzyki Richarda Wagnera. W późniejszych utworach zaczął odwoływać się także do tradycji skandynawskiej. W poematach symfonicznych wzorował się na twórczości Liszta, w balladach natomiast Loewego.
Położył zasługi w organizacji szwedzkiego życia muzycznego, zakładając dwa towarzystwa filharmoniczne. Jako dyrygent propagował twórczość Wagnera, wprowadził też na sceny szwedzkie nie wykonywane wcześniej w tym kraju dzieła muzyki dawnej, m.in. Pasję według św. Mateusza J.S. Bacha. Pisywał jako krytyk muzyczny do pisma Nya Dagligt Allehanda. Jego artykuły i recenzje ukazały się drukiem w 1894 roku w zbiorze Musikaliska Kåserier.

## Wybrane kompozycje
(na podstawie materiałów źródłowych)

### Utwory orkiestrowe
- poemat symfoniczny Frithiof og Ingeborg (1872)
- poemat symfoniczny En sommersaga (1889)
- poemat symfoniczny Die Toteninsel (1898)
- poemat symfoniczny Sphärenklänge (1905)
- uwertura koncertowa I värbrytningen (1877)
- 2 rapsodie (1882, 1883)

### Muzyka kameralna
- Trio fortepianowe c-moll (1868)
- Kwartet fortepianowy d-moll (1869)

### Ballady
- Vom Pagen und der Königstocher, słowa Emanuel Geibel (1871)
- Traumkönig und sein Lieb (1885)
- Das Schloss im See, słowa Wolfgang Müller von Königswinter (1889)
- Styrbjörn Starke, słowa Hugo Tigerschiöld (1889)

### Utwory wokalno-instrumentalne
- kantata Dionysos (1909)
- Ett juloratorium, słowa Annie Quiding-Åkerhielm (1904)
- Sverige (1917)
- Missa solemnis (1921)
- Botgörerskan (1890)
- Julnatten (1895)
- Das Aehrenfeld (1880)
- Vineta (1882)
- Requiescat (1910)

### Pieśni na głos z orkiestrą
- Skogsrået, słowa Viktor Rydberg (1888)
- Jungfru Maria i rosengård, słowa Viktor Rydberg
- En visa om mig och narren Hercules, słowa Gustaf Fröding

### Opery
- Harald Viking (wyst. Lipsk 1881)
- Hexfällan (wyst. Sztokholm 1896), przerobione jako Valborgmässa (wyst. Sztokholm 1902)
- Waldemarsskatten (wyst. Sztokholm 1899)

### Muzyka do sztuk scenicznych
- Over Erne Bjørnstjerne Bjørnsona (wyst. 1886)
- Nyårsnatten Gustafa af Geijerstama (wyst. 1889)
- Gustaf Wasas saga Daniela Fallströma (wyst. 1896)
- Sancta Maria Zachariasa Topeliusa (wyst. 1901)
- Det otroligaste Karla-Erika Forsslunda (wyst. 1902)